# Giuseppe Parille Piccolomini
Giuseppe Parille Piccolomini (tschechisch Josef Parille, kniže Piccolomini; * 7. August 1751; † 6. Juli 1783 in Neapel) war Herzog von Amalfi und Graf von Celano sowie Grundherr der ostböhmischen Herrschaft Nachod.

## Leben
Giuseppe Parille entstammte dem italienischen Adelsgeschlecht der Piccolomini-Todeschini. Seine Eltern waren Giovanni Pompeo Piccolomini und Margherita Caterina, geborene Caracciolo (1723–1802). Nach dem Tod des Vaters 1765 erbte Giuseppe Parille dessen Titel sowie die Herrschaft Náchod, die ein Familienfideikommiss war. Da er noch nicht volljährig war, stand er bis zum 5. August 1771 unter der Vormundschaft seiner Mutter. 
Giuseppe Parille vermählte sich am 16. Oktober 1768 mit Maria Cristina (1746–1842), Tochter des Don Guglielmo Antonio Ruffo. Da die Ehe kinderlos geblieben war, kam es nach Giuseppe Parilles Tod 1783, mit dem die Linie Piccolomini-Todeschini im Mannesstamm erlosch, zu einem jahrelangen Rechtsstreit um den Besitz der Herrschaft Náchod. Er wurde erst 1786 zu Gunsten des Grafen Joseph Adalbert von Desfours (Josef Vojtěch, hrabě Desfours) entschieden. Dieser war ein Enkel des Herzogs Lorenzo Piccolomini.
Giuseppe Parilles Witwe Maria Cristina, die bis dahin überwiegend auf dem Schloss Ratibořice wohnte, verließ daraufhin Böhmen und kehrte nach Neapel zurück, wo sie im hohen Alter verstarb.